# Orlando Méndez
Pour les articles homonymes, voir Méndez.
Orlando Méndez, né le 29 avril 1986, à San Antonio, au Texas, est un joueur mexicain de basket-ball. Il évolue au poste d'arrière.

## Palmarès
- Champion des Amériques 2013
- Finaliste des Jeux panaméricains de 2011